# L'Intervention
Pour les articles homonymes, voir Intervention.
Pour plus de détails, voir Fiche technique et Distribution.
L'Intervention est un film franco-belge réalisé par Fred Grivois, sorti en 2019. Il s'inspire très librement de la prise d'otages de Loyada survenue près de Djibouti en 1976.

## Synopsis
En février 1976, à Djibouti (alors partie du Territoire français des Afars et des Issas), des terroristes indépendantistes prennent en otage un bus assurant la tournée de ramassage scolaire d'enfants de militaires français. Le bus s'enlise ensuite à une centaine de mètres de la frontière avec la Somalie, à Loyada. Les autorités françaises envoient alors sur place une unité d'élite de la Gendarmerie nationale française. Cette équipe va devoir mener une opération à haut risque afin de libérer les enfants otages. D'après la bande-annonce, cette opération marquerait par ailleurs la première mission importante du Groupe d'intervention de la Gendarmerie nationale (GIGN), créé en 1973 et réorganisé « au printemps 1976 ».

## Validité historique
De nombreux éléments présentés dans le film ne sont pas exacts, le chauffeur n'est pas africain, il s'agit d'un militaire français appelé du contingent, celui-ci n'abandonne pas les enfants mais confie au plus jeune des écoliers à bord du car la mission de transmettre les exigences des terroristes aux autorités faisant de lui le premier otage libéré. Ce n'est pas une enseignante américaine qui se constitue otage pour rejoindre les enfants mais une assistante sociale française de la Légion étrangère, elle n'a pas participé aux combats contrairement à la version du film. Après le tir simultané des gendarmes du GIGN, les légionnaires vont chercher les otages dans le bus et neutralisent deux preneurs d'otages qui n'ont pas été abattus lors du tir simultané. Ils sont soutenus par les tireurs du GIGN et une automitrailleuse AML90. Les gendarmes du GIGN commandés par le lieutenant Prouteau n'étaient pas en tenue hirsute et débraillée, mais en tenue réglementaire,.

## Fiche technique
Sauf indication contraire, les informations mentionnées dans cette section peuvent être confirmées par la base de données cinématographiques IMDb,  présente dans la section « Liens externes ».
- Titre original : L'Intervention
- Titre de travail : 15 minutes de guerre
- Réalisation : Fred Grivois
- Scénario : Ileana Epsztajn, Fred Grivois et Jérémie Guez
- Costumes : Emma Bellocq
- Photographie : Julien Meurice
- Montage : Baxter
- Musique : Mike Kourtzer et Fabien Kourtzer
- Production : Jacques-Henri Bronckart, Raphaël Rocher et Henri Debeurme

Producteurs délégués : et Olivier Bronckart
Coproductrices : Bénédicte Bellocq et Souad Lamriki
- Sociétés de production : Capture the Flag Films et Agora Films ; coproduit par Empreinte Cinéma, SND-Groupe M6, Versus Production, C8 Films et Proximus ; avec la participation de Canal+, Ciné+, C8 ; avec le soutien du Tax shelter du gouvernement fédéral belge et Inver Tax Shelter ; en association avec Playtime et Indéfilms 6
- Société de distribution : SND (France)
- Budget : n/a
- Pays de production :  France,  Belgique
- Langue originale : français
- Format : couleur
- Genre : action et historique
- Durée : 96 minutes
- Dates de sortie[4] :
  - France : 30 janvier 2019

## Distribution
- Alban Lenoir : Capitaine André Gerval, chef de l'unité d'intervention du GIGN
- Olga Kurylenko : Jane Andersen
- Michaël Abiteboul : Georges Campère
- Sébastien Lalanne : Lieutenant Pierre Cazeneuve, second de Gerval
- Vincent Perez : Général de brigade Favrart, commandant des forces armées françaises à Djibouti
- Guillaume Labbé : Jean-Luc Larrain
- David Murgia : Patrice Lorca
- Josiane Balasko : Michèle Sampieri
- Ben Cura : Phillip Shafer, observateur de la CIA
- Kevin Layne : Barkhad
- André Pierre : Morad
- Kelyan Kezbari : Bernard
- Pauline Sakellaridis : Joséphine, fille de Gerval
- Moumouni Seydou Almoctar : Mahat

## Production
Le film est initialement développé sous le titre 15 minutes de guerre.
Le tournage a lieu de juin à août 2017 au Maroc, notamment à Erfoud, Errachidia, Ouarzazate, Essaouira et Kénitra,.

## Accueil

### Critiques
L'accueil autour du film est mitigé.
Les Fiches du Cinéma résume le film à « un quart d'heure de fusillade carrée pour 80 minutes de psychologie bêta, de virilisme neu-neu et de violence problématique ».
Et Première d'écrire : « L'ambition est évidente : mêler audacieusement film d'action et moments de vannes bravaches façon Les Morfalous. Mais à l'écran, rien de tout cela ne fonctionne. »